# Cheoljong
Cheoljong (koreanisch: 철종) (* 25. Juli 1831 in Hanseong, Joseon; † 16. Januar 1864 ebenda) war während seiner Regierungszeit von 1849 bis 1864 der 25. König der Joseon-Dynastie (조선 왕조) (1392–1910) in Korea.

## Leben
Yi Byeon (이변) war 18 Jahre alt, als König Heonjong (헌종) 1849, ohne einen Thronfolger zu hinterlassen, plötzlich starb und Yi Byeon als Ururenkel von König Yeongjo (영조) als Einziger in der königlichen Linie als Nachfolger auf den Königsthron infrage kam. Sein Vater Jeongye Daewongun (전계 대원군) war Sohn von Prinz Euneongun (은언군) (Yi In (이인)), der wiederum als dritter Sohn von Prinz Sado (사도) abstammte und dieser als zweiter Sohn von König Yeongjo galt.
Die Familie von Yi Byeon war, um den politischen Verstrickungen am Hofe aus Sicherheitsgründen aus dem Weg gehen zu können, auf die Insel Ganghwado (강화도), rund 45 km nordwestlich von der Hauptstadt Hanseong entfernt, gezogen. Doch ihre Ruhe fand mit dem Tod von König Heonjong ein jähes Ende. Auf der Suche nach dem rechtmäßigen Nachfolger innerhalb der Yi-Familie fand der Premierminister des Landes Yi Byeon bei seiner Familie auf dem Land einen Acker pflügend. Schnell wurde er zum Regierungssitz nach Hanseong gebracht, wo er umgehend unter dem Namen Cheoljong zum König gekrönt und ebenso schnell mit einer Frau aus dem seiner Zeit mächtigen Kim-Klan aus Andong (안동) verheiratet wurde, die als Königin Cheorin (철인) in die Annalen einging.
König Cheoljong wurde nachgesagt, dass er trotz seines Status als König ein einfacher Mann blieb und man ihm seine Vergangenheit und Herkunft stets anmerken konnte. 1862 versuchte wohl deshalb Yi Ha-jon 이하존, der sich als Mitglied der königlichen Familie als ein besserer und würdigerer möglicher König ansah, König Cheoljong zu stürzen, was ihm aber misslang und er sich dafür, statt hingerichtet zu werden, selbst mit Gift töten durfte.
König Cheoljong, der Speisen und Getränken nicht abgeneigt war, wurde Opfer seiner eigenen Exzesse und verstarb schließlich am 16. Januar 1864. Obwohl er fünf Söhne und sechs Töchter gezeugt hatte, überlebte ihn nur eine Tochter und so befand sich das Königreich wieder in der gleichen Situation, wie schon zu seinem Vorgängers Tod, dass kein Sohn des amtierenden Königs die Nachfolge antreten konnte und wieder innerhalb der weitverzweigten Yi-Familie nach einem Thronfolger gesucht werden musste.